# Mihael Stojan
Mihael Stojan, slovenski nabožni pisec in duhovnik, * 1. september 1804, Teharje, † 10. april 1863, Braslovče.

## Življenje
Mihael Stojan je bil rojen 1. septembra 1804 na Teharjah. Oče mu je bil zidar Martin Stojan, mati mu je bila Marija (rojena Mako). Mladostna leta je preživel na Teharjah, kjer je obiskoval in zaključil osnovno šolo, nakar je bil nekaj časa pastir na Hrvaškem blizu Rogatca. Na pobudo teharskega župnika je končal nižjo gimnazijo (1818–1824) v Celju. Po končani gimnaziji je odšel na študij filozofije v Gradec (1824–1826) in potem bogoslužja (1826–1830) v  Celovcu. Njegova prva služba je bila v Trbovljah, kjer je bil kaplan med leti 1830–1833. Nato je kaplanoval v Novi cerkvi in po župnijskem izpitu postal župnik pri Mariji Reki (1835–39), župnik na Gomilskem (1839–1846). Največji pečat kot duhovnik je pustil v Braslovčah, kjer je služboval kot župnik in dekan med letom 1849 in svojo smrtjo leta 1863. 
Na Stojana je odločilno vplival njegov spiritual v Celovcu Anton Martin Slomšek, s katerim si je vse življenje intenzivno dopisoval. Stojan se je pod njegovim vplivom vnel za slovenščino in se vključil v splošnoprosvetno, literarno in drugo javno delo. Prispeval je spise za publikacije, ki jih je organiziral Slomšek. V letih 1856–1859/60 je prevzel uredništvo Drobtinic in v njih objavljal nekaj svojih pridig verskospodbudnih člankov in nekaj pesmi. Prevajal je molitvenike po tujih predlogah. Sprva je bil navdušen tudi nad ilirizmom in zbiral gradivo za ilirski slovar. Dejavno se je vključil v slovenizacijo osnovnega šolstva, v Braslovčah je ustanovil župnijsko knjižnico. Obnavljal in olepševal je braslovško cerkev s kipi Matevža Tomca in s slikami Matevža Langusa. V braslovški občini je opravljal tudi funkcijo okrajnega šolskega načelnika.

## Delo
Mihael Stojan je na poziv in spodbujanje Slomška v Drobtinice prispeval spise v Slomškove publikacije, predvsem pa je za razvoj slovenščine na verskem področju prevedel več tujih molitvenikov kot npr.: Hvala ino počešejne pred presvetim Rešnim Telesam (ok. 1832, 1838); Dušni raj v pobožnih molitvah (Celje 1838–65); Ključek zlat nebeških vrat (po Hauberju in Blumu, Gradec 1841–4); Voditel proti oblubleni deželi (Celovec 1843); Ludovika Blozja (Fr. Blois); Napeljevanje h keršanskimu življenju (Ljubljana 1847); Marije rožen cvet (Celovec 1855); Sveti evangelji z molitvami ino branjem za vse nedele, praznike ino imenitne godove (s katekizmom in pesmarico, Ljubljana. 1845–53). Napisal in izdal pa je tudi dve poljudnopoučne knjige: Nauk porodništva za babice (ok. 1837) in Miloserčnost do žival (Ljubljana 1846). Honorarjem se je odpovedoval, da so bile knjige cenejše in lažje dostopne.